# Stephen Robinson
Stephen Robinson (ur. 26 października 1955 w Sacramento) – amerykański astronauta.

## Życiorys
W 1973 ukończył szkołę w Moradze w Kalifornii, a w 1978 inżynierię mechaniczną i aeronautyczną na Uniwersytecie Kalifornijskim w Davis, w 1985 został magistrem inżynierii mechanicznej na Uniwersytecie Stanforda, w 1990 uzyskał tam doktorat z inżynierii mechanicznej ze specjalnością aeronautyki i astronautyki. Od 1975 pracował dla NASA, początkowo w Centrum Badawczym im. Josepha Amesa. Później wykonywał różne zawody, zajmował się m.in. tworzeniem grafiki komputerowej. 8 grudnia 1994 został wybrany przez NASA kandydatem na astronautę i od marca 1995 przechodził szkolenie w Centrum Lotów Kosmicznych imienia Lyndona B. Johnsona w Houston.
Od 7 do 19 sierpnia 1997 był specjalistą misji STS-85 trwającej 11 dni, 20 godzin i 26 minut; umieszczono wówczas na orbicie i następnie przechwycono satelitę CRISTA-SPAS-02 (Cryogenic Infrared Spectrometres and Telescopes for the Atmosphere – Shuttle Pallet Satellite-2). Od 29 października do 7 listopada 1998 uczestniczył w misji naukowej STS-95 z laboratorium Spacehab-RSM, trwającej 8 dni, 21 godzin i 44 minuty. Od 26 lipca do 9 sierpnia 2005 brał udział w misji STS-114 na Międzynarodową Stację Kosmiczną, trwającej 13 dni, 21 godzin i 32 minuty; naprawiono żyroskopy stacji i dostarczono niezbędne zaopatrzenie, przetestowano również systemy bezpieczeństwa i metody naprawy poszycia wahadłowców. Robinson wykonał wówczas trzy spacery kosmiczne trwające łącznie 20 godzin i 5 minut. Od 8 do 22 lutego 2010 był specjalistą misji STS-130 trwającej 13 dni, 18 godzin i 6 minut; wahadłowiec kosmiczny Endeavour połączył się wówczas z Międzynarodową Stacją Kosmiczną.
Łącznie spędził w kosmosie 48 dni, 9 godzin i 48 minut. Opuścił NASA 30 czerwca 2012.
Stowarzyszenie Uczestników Lotów Kosmicznych (Association of Space Explorers) przyznało mu Universal Astronaut Insignia za lot orbitalny (nr 362).